# Wiano (film)
Wiano – polski dramat filmowy z 1963 roku w reżyserii Jana Łomnickiego, zrealizowany na podstawie noweli Marii Szuleckiej. Współczesna tragedia miłosna. Zdjęcia kręcono w Łącku w województwie małopolskim oraz w Liwie.

## Fabuła
Wiejską dziewczynę – brzydką i kaleką Bronkę, uwodzi bezrobotny Staszek. Chłopak nakłania Bronkę, by namówiła ojca do wystąpienia ze spółdzielni i odebrania ziemi, na której mogliby oboje gospodarować. Po namowach ojciec (aktywista spółdzielczy i partyjny) występuje ze spółdzielni. Tymczasem Ulka, dawna dziewczyna, wraca do Staszka. Narzeczony łamie dane Bronce słowo. Zrozpaczona Bronka zabija niewiernego kochanka. Winę bierze na siebie ojciec dziewczyny.

## Główne role
- Zofia Kucówna (Bronka Drzemlikówna),
- Roman Wilhelmi (Staszek Stosina),
- Marta Lipińska (Ulka Kobuzówna),
- Tadeusz Łomnicki (nauczyciel Edek, chłopak Ulki),
- Elżbieta Wieczorkowska (sklepikarka Bekasowa),
- Zdzisław Karczewski (Bronek Drzemlik, ojciec Bronki),
- Kazimierz Opaliński (ojciec Staszka),
- Tadeusz Kalinowski (Wadera, prezes spółdzielni),
- Bohdana Majda (bratowa Staszka),
- Maciej Damięcki (Zdzisiek, syn Bekasowej, kumpel Staszka),
- Marian Kociniak (kumpel Staszka),
- Jan Kociniak (kumpel Staszka),
- Krystyna Kołodziejczyk (dojarka Franka)